# Joël Thomas
Joël Thomas (Caen, 30 juni 1987) is een Frans−Ivoriaans voetballer die bij voorkeur als aanvaller speelt. Hij kwam tussen 2016 en 2018 uit in de Nederlandse Eerste Divisie.

## Loopbaan
Thomas begon zijn professionele loopbaan bij het Franse Girondins de Bordeaux en verkast twee jaar later naar Duitsland om aan de slag te gaan bij 1. FC Kaiserslautern. Hij kwam tot vier optredens in het schaduwelftal van de club waarna hij naar Hamilton Academical FC vertrok. Hij werd dat seizoen een vaste waarde en kwam tot 26 optredens. Vervolgens vertrok hij naar Colchester United FC, dat hem een seizoen later weer verhuurde aan Hamilton Academical FC. Na de huurperiode besloot de Schotse club hem voor de derde keer een contract aan te bieden. Dit liep echter niet uit op een succes en hij vertrok naar Griekenland om te gaan spelen voor Ionikos en later Apollon Smyrnis. 
In juli 2012 ging Thomas in Roemenië bij CS Turnu Severin voetballen. Hier wist hij zich in de basis te spelen. Hij kwam zesentwintig van de vierendertig competitiewedstrijden in actie. Hij speelde zich in de kijker bij de grote Roemeense clubs en tekende in 2013 bij Dinamo Boekarest. Zijn eerste doelpunt voor Dinamo maakte hij in een wedstrijd om de Cupa României tegen FC Chindia Târgoviște. In december 2014 werd zijn contract ontbonden. In augustus 2015 vond hij pas weer een nieuwe club: CA Bastia. Aan het einde van het jaar verliet hij de club weer.
Op 1 maart 2016 tekende hij bij Raith Rovers FC. Hij speelde 8 wedstrijden voor de club waarin hij eenmaal het net wist te vinden. Eind juli 2016 ging hij op stage bij FC Dordrecht. Hij wist de technische staf te overtuigen en tekende op 9 augustus 2016 een contract tot medio 2017. Op 19 augustus 2016 maakte de aanvaller zijn debuut in een met 0−1 verloren thuiswedstrijd tegen SC Cambuur. Hij speelde uiteindelijk 32 wedstrijden voor de club waarin hij zevenmaal trefzeker was. 
In juli 2017 tekende Thomas een eenjarig contract bij FC Oss. Hij liet na een korte periode - vanwege een moeizame relatie met hoofdtrainer Klaas Wels - zijn contract in onderling overleg ontbinden, zodat hij op zoek kon gaan naar een andere club. Op 31 augustus 2017, één dag voor het sluiten van de transfermarkt, tekende hij bij FC Eindhoven. Hier moest hij de concurrentie aangaan met Mart Lieder en Dennis van Vaerenbergh.
Nadat hij Eindhoven medio 2018 verliet zat Thomas ruim een half jaar zonder club. In februari 2019 vond hij met het Andorrese UE Engordany een nieuwe club. Met de club won hij de Andorrese voetbalbeker, door in de finale FC Santa Coloma met 2-0 te verslaan. Thomas gaf in de wedstrijd een assist op het openingsdoelpunt. Na drie maanden in Andorra gespeeld te hebben trok hij naar Italië om aan de slag te gaan bij Luparense FC op het vierde niveau.   
In 2020 trok Thomas naar het eiland Réunion, waar hij ging voetballen in de Première Division.

## Clubstatistieken
| Seizoen | Club                     | Land        | Competitie              | Duels | Goals |
| ------- | ------------------------ | ----------- | ----------------------- | ----- | ----- |
| 2008/09 | Hamilton Academical FC   | Schotland   | Scottish Premier League | 26    | 0     |
| 2009/10 | Colchester United FC     | Engeland    | League One              | 4     | 0     |
| 2009/10 | → Hamilton Academical FC | Schotland   | Scottish Premier League | 10    | 3     |
| 2010/11 | Hamilton Academical FC   | Schotland   | Scottish Premier League | 3     | 0     |
| 2010/11 | Ionikos                  | Griekenland | Football League         | 9     | 3     |
| 2011/12 | Clubloos                 | -           | -                       | -     | -     |
| 2012/13 | CS Turnu Severin         | Roemenië    | Liga 1                  | 27    | 6     |
| 2013/14 | Dinamo Boekarest         | Roemenië    | Liga 1                  | 15    | 0     |
| 2014/15 | Clubloos                 | -           | -                       | -     | -     |
| 2015/16 | CA Bastia                | Frankrijk   | Championnat National    | 1     | 0     |
| 2015/16 | Raith Rovers FC          | Schotland   | Scottish Championship   | 8     | 1     |
| 2016/17 | FC Dordrecht             | Nederland   | Eerste divisie          | 32    | 7     |
| 2017/18 | FC Oss                   | Nederland   | Eerste divisie          | 0     | 0     |
| 2017/18 | FC Eindhoven             | Nederland   | Eerste divisie          | 17    | 2     |
| 2018/19 | UE Engordany             | Andorra     | Primera Divisió         | 9     | 1     |